# أوليغ بيليي
أوليغ بيليي (بالأوكرانية: Білий Олег Юрійович)‏ هو لاعب كرة قدم أوكراني في مركز الدفاع، ولد في 29 مايو 1993 في أوكرانيا. شارك مع منتخب أوكرانيا تحت 16 سنة لكرة القدم. أما مع النوادي، فقد لعب مع نادي كارباتي لفيف.

## وصلات خارجية
- أوليغ بيليي على موقع اتحاد أوكرانيا (الإنجليزية)
- أوليغ بيليي على موقع قاعدة بيانات كرة القدم.إي يو (الإنجليزية)
- أوليغ بيليي على موقع Soccerway.com (الإنجليزية)